# Kustvägen Bohuslän
Kustvägen Bohuslän är en turistväg i Bohuslän som går från Tanumshede via Grebbestad, Fjällbacka, Hamburgsund, Bovallstrand, Hunnebostrand och Kungshamn till Hallinden. Den följer delvis länsväg 163, länsväg 174 och länsväg 171. Vägen är en alternativväg till E6:an. 